# Anthon Berthelsen
Anthon Kristian Josva Berthelsen (* 23. Mai 1955 in Nuuk; † 4. September 2023) war ein grönländischer Künstler.

## Kunst
Anthon Berthelsen erhielt keine künstlerische Ausbildung. Er arbeitete bildhauerisch mit Speckstein. Seine Werke stellen sowohl mythologische Szenen als auch Alltagssituationen früherer Zeiten dar. Seine Figuren tragen alte Trachten, allerdings sind die Gesichter häufig grob gearbeitet. Manche seiner Werke bestehen nur aus einer einzigen Figur, bei anderen fügt er größere Gruppen zusammen, wobei er die Verbindungen üblicherweise dadurch schafft, dass die Figuren zusammen auf Felsgeröll sitzen.
Seine Werke wurden 1986 und 1993 in Dänemark ausgestellt. 1982 gehörte er mit zu den ersten Ausgezeichneten des Grönländischen Kulturpreises.

## Werke (Auswahl)
- Trommeltänzer auf einem Stein
- Frau mit zwei Kindern (ausgestellt 1986)
- Jäger mit Trommel und Seehund sowie Eisbärenfell auf dem Rücken (1992)
- Trommeltanz, neun Figuren (ausgestellt 1993)
- Zwei Frauen mit Perlenkragen (ausgestellt 1993)
- Mattak-essender Junge (ausgestellt 1993)